# Telesna temperatura
Telesna temperatura je temperatura človeškega ali živalskega organizma. Temperatura se po organizmu spreminja; temperatura sredice imenujemo temperaturo v območju notranjih organov in je nekoliko višja kot temperatura plašča – perifernih predelov telesa. Temperatura sredice tudi manj variira in jo merimo predvsem rektalno ali oralno.
Homeotermni oziroma toplokrvni organizmi (sem sodi tudi človek) vzdržujejo stalno telesno temperaturo s pomočjo zapletenih mehanizmov termoregulacije, poikilotermne (hladnokrvne) živali pa nimajo konstantne telesne temperature, temveč je ta odvisna od temperature v okolju. 
Pri homeotermnih organizmih imenujemo padec temperature hipotermija, porast le-te pa hipertermija. Hipertermijo, pri kateri je spremenjena nastavitvena točka centra v hipotalamusu zaradi različnih bolezenskih dejavnikov, imenujemo vročina (febris). Pri visoki povišani temperaturi se pojavi vročica, ki jo spremlja slabo počutje, občutek vročine in pri hudo povišani temperaturi tudi blodnje.

## Človek
Pri zdravem človeku znaša normalna telesna temperatura med 35,8 in 37,2 °C.  Merimo jo zlasti v ustih, pod pazduhu ali v zadnjiku. V slednjem je temperatura za 0,5 ºC večja od 37 ºC v normalnih okoliščinah, medtem ko so temperature udov in modnika (skrotuma) nižje od ostalega telesa; temperatura modnika pri moških je natančno uravnavana na 32 ºC zaradi na toploto občutljivih semenčic (spermijev).
Tekom dneva telesna temperatura niha; ponoči je nižja kot podnevi, pri telesni dejavnosti se poviša tudi za 2 stopinji. Dnevno nihanje kaže tipičen jutranji minimum in popoldanski maksimum, vendar je maksimum močno odvisen od telesne aktivnosti posameznika. Pri ženskah niha telesna temperatura tudi glede na menstrualni cikel.
Temperatura nad 40 °C je lahko že smrtno nevarna. Zgornja meja preživetja znaša 42,8 °C, spodnja pa 27 °C.

### Termoregulacija
Telo poseduje zapleten mehanizem termoregulacije, ki ohranja telesno temperaturo blizu nastavitvene vrednosti v hipotalamusu, ki je nadzorni center termoregulacije. V telesu imamo periferne in centralne termoreceptorje, ki pošiljajo informacije o telesni temperaturi v hipotalamus, tam pa se vključijo mehanizmi termogeneze ali termolize. Eden izmed osnovnih termoregulacijskih mehanizmov je prekrvitev kože in okončin - pri večji prekrvitvi teh predelov je oddajanje toplote večje, dodatno se pa ohlajanje telesa pospeši s potenjem.
Termoregulacija je sposobnost organizma, da neodvisno od temperature okolja vzdržuje stalnost telesne temperature. Termoregulacija je lastnost sesalcev in ptic. Temelji na vzdrževanju ravnovesja med količino toplote, ki jo v procesu presnove pridobiva organizem, in toploto, ki jo organizem oddaja okolju. Vir toplote so metabolični procesi, ki potekajo v organizmu, ter sprejemanje toplote iz okolja. Vzdrževanje ravnovesja med procesi sprejemanja in oddajanja toplote je odvisno od sodelovanja živčnega in hormonskega sistema. Center za uravnavanje toplotnega stanja je v hipotalamusu in je občutljiv na spremembe temperature krvi, ki se pretaka skozenj.